# Parco nazionale di Aigüestortes i Estany de Sant Maurici
Il parco nazionale di Aigüestortes i Estany de Sant Maurici (in catalano: Parc Nacional d'Aigüestortes i Estany de Sant Maurici, in spagnolo: Parque nacional de Aiguas Tortas y Lago de San Mauricio) è uno dei quindici parchi nazionali dello Stato spagnolo e l'unico esistente in Catalogna.
Situato nel cuore dei Pirenei, insieme ai parchi di Ordesa e Monte Perdido e dei Pirenei francesi, è un'eccellente rappresentazione dei principali ecosistemi che si possono scoprire sulle alte montagne catalane.
Vette che superano i tremila metri di altezza, fiumi, burroni, cascate e paludi; più di 200 stagni di diverse forme e colori e una grande diversità di specie animali e vegetali che lottano per sopravvivere in un rigoroso ambiente, danno vita a questo spazio naturale protetto unico dell'Europa meridionale.

## Geologia
L'interno del parco offre una magnifica rappresentazione della geologia dei Pirenei. Le rocce predominanti, granito e ardesia, sono molto antiche, formatesi durante il Paleozoico. Questi antichi materiali furono sollevati dal fondo del mare durante l'orogenesi alpina, nell'era terziaria , dando origine agli attuali Pirenei.
Ma senza dubbio le caratteristiche geologiche dei Pirenei centrali sono dovute alle successive glaciazioni dell'era Quaternaria che ricoprivano queste montagne di vasti ghiacciai lunghi decine di chilometri. I laghi, le cascate, le cime aguzze, le creste vertiginose e la forma a U delle valli, costituiscono un esempio dell'azione erosiva di questi ghiacciai, di cui oggi rimangono solo pochi esempi relitti nei Pirenei aragonesi.

Attualmente l'acqua è il protagonista, sia per i caratteristici meandri dell'alta montagna, sia per la grande concentrazione di laghi, fiumi e cascate. Questo parco costituisce la zona lacustre più importante dei Pirenei.
L'inverno, in alta montagna, è molto freddo e nelle parti più alte del Parco, per quattro mesi, le temperature non superano gli 0 gradi.
Le precipitazioni annuali sono comprese tra 900 mm e 1.300 mm distribuiti in circa 150 giorni di precipitazioni. Di questi 150 giorni, almeno 100 precipitazioni sono sotto forma di neve.

## Flora
Il parco ha una grande varietà di vegetazione alpina. Nelle parti inferiori delle valli, dal piano montano fino a circa 1.500 m, si trovano soprattutto boschi di latifoglie con querce (Quercus pubescens), frassini, faggi e noccioli. Nei secoli questi luoghi sono stati alterati dall'azione umana e sono stati utilizzati come prato da sfalcio. Ora sono occupati da praterie miste a arbusti di bosso e pini.

Sopra, da 1.500 m a oltre 2.000 m, la vegetazione dominante è il pino mugo (var. Pinus uncinata). Il rododendro e il mirtillo vivono nello strato arbustivo delle aree ombreggiate. L'uva ursina e il ginepro, prediligono luoghi più soleggiati.
Nelle pareti a nord a meno di 2000 m, ci sono importanti foreste di abete. La "Mata de Valencia" è la più grande foresta di abeti dei Pirenei. 

Nei pascoli alpini, sopra i 2.300 m, non esistono più boschi ma si possono trovare molte specie di flora di alta montagna come la genziana alpina, la genziana delle nevi, la genziana burseri, la sassifraga viola o diversi ranuncoli.

## Fauna

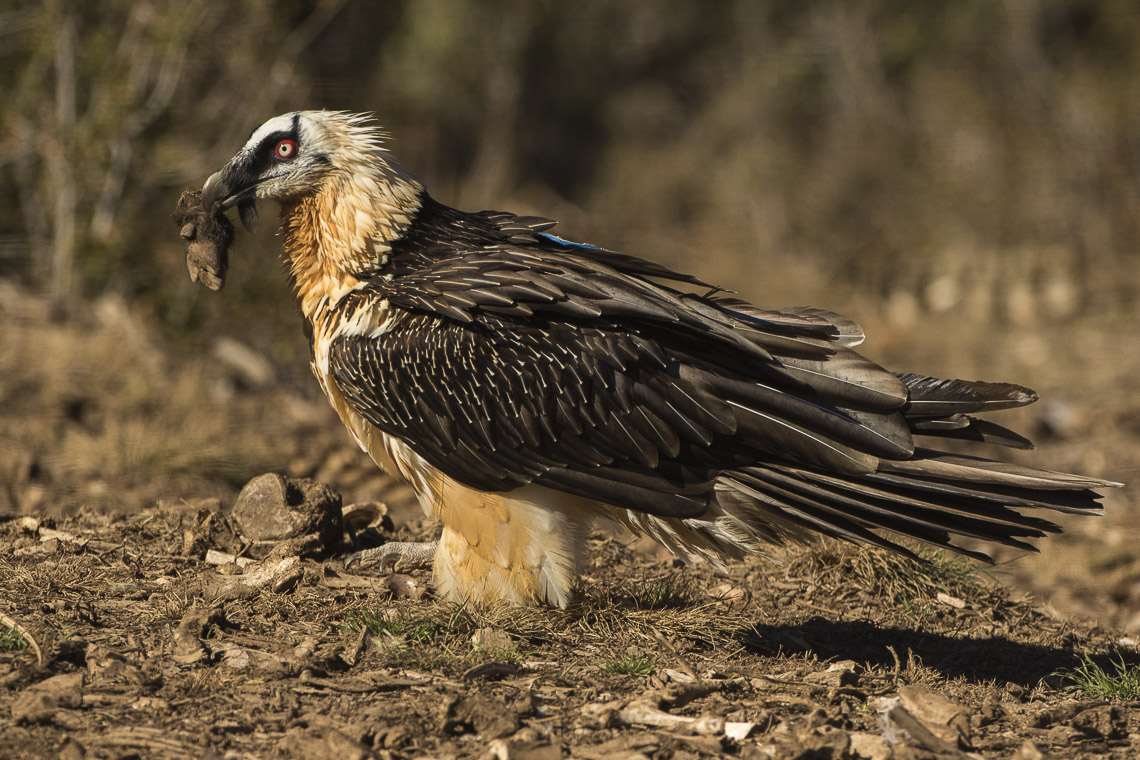
Il gipeto, avvoltoio comune nei Pirenei

La fauna del parco è difficile da osservare: occorre pazienza e un po' di fortuna per vedere le specie più emblematiche. Approssimativamente ci sono circa 200 specie di vertebrati, di cui quasi due terzi sono uccelli. Da notare la presenza del gallo cedrone, dell'aquila reale, del gipeto, dell'avvoltoio grifone, della pernice bianca, della civetta capogrosso, del picchio nero e del picchio muraiolo.
Ci sono anche passeriformi come la ghiandaia, la ballerina bianca, il fringuello alpino, il crociere comune, il rampichino alpestre o il codirossone.

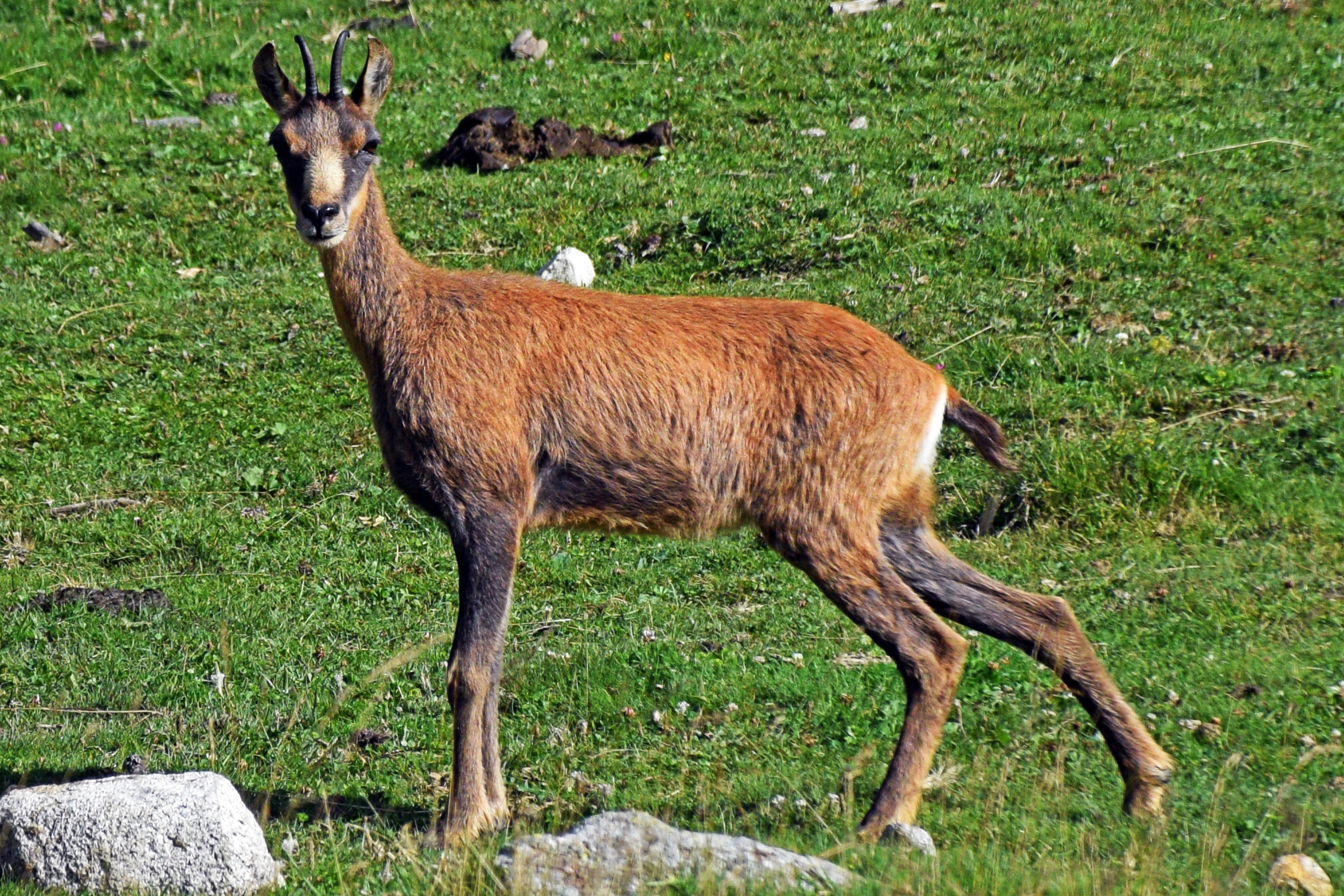
Camoscio dei Pirenei

Alcuni dei mammiferi più rappresentativi sono il camoscio dei Pirenei, il cinghiale, il capriolo, l'ermellino, la martora, il ghiro, lo scoiattolo. La marmotta alpina e il daino furono introdotti durante il XX secolo.
Sulle rive dei corsi d'acqua si trova il desman iberico.

I fiumi principali e la maggior parte dei laghi sono popolati da trote comuni che devono condividere lo spazio con altre specie ittiche non native, che sono state introdotte anni fa dai pescatori.
Tra gli anfibi, il tritone dei Pirenei è significativo per la sua rarità. Al contrario, la rana alpina è molto comune.

I rettili più comuni sono il biacco e la vipera.